# Reptomulticava parviporosa
Espèce
Reptomulticava parviporosa est une espèce éteinte de bryozoaires appartenant à la famille des Heteroporidae.

## Description
Cette espèce a été décrite successivement comme une algue, et comme un bryozoaire. L'étude de Simon Tillier met en évidence plusieurs caractéristiques des bryozoaires.

## Publication originale
- Ferdinand Canu et Georges Lecointre, « Les Bryozoaires Cyclostomes des faluns de Touraine et d'Anjou », Mémoires de la Société géologique de France, Paris, vol. 9, no 4,‎ 1934, p. 179-215 (ISSN 0249-7549).

## Habitat et répartition
Il s'agit d'une espèce commune dans les faluns du Miocène.